# Pygmodeon validicorne
Pygmodeon validicorne là một loài bọ cánh cứng trong họ Cerambycidae.